# Rambla de Figueres
La Rambla és un passeig i conjunt monumental de Figueres (Alt Empordà) inclòs a l'Inventari del Patrimoni Arquitectònic de Catalunya. A la mateixa rambla hi ha almenys alguns edificis que estan inventariats, juntament amb el monument a Narcís Monturiol.

## La Rambla
Situada al centre de la ciutat. Punt neuràlgic de la vida social i com a nus de comunicacions de Figueres. La Rambla és un passeig tipus saló amb planta rectangular. Supressió desnivell natural en el passeig central que acaba a la part baixa amb escales i amb el monument d'en Narcís Monturiol. A la part alta hi ha una font. El passeig central està delimitat per plataners, parterres i bancs. El sòl està enrajolat i l'enllumenat està format per fanals d'època. Conjunt arquitectònic representatiu de l'etapa d'esplendor de la burgesia figuerenca.
La història es remunta al segle xix. Entre 1828 i 1832 l'enginyer militar Antoni Lasauca cobreix la riera Galligans. El 1862, l'espai resultant es destinà a passeig públic i es plantaren els arbres. Entre 1917 i 1918, es duu a terme la urbanització i reforma projectada per l'arquitecte Ricard Giralt Casadesús. El 1918 s'inaugurà el monument a Narcís Monturiol. Entre 2002 i 2003 es dugué a terme una reforma a càrrec de Carles Teixidor.
Tot i haver-se conegut tradicionalment per la Rambla, que és el nom que oficialment duu ara, al llarg de la seva història ha tingut diversos noms: Passeig Nou, Carles Casades Còdol (el 1918) i des de la guerra civil rambla de Sara Jordà.

## Monument a Narcís Monturiol

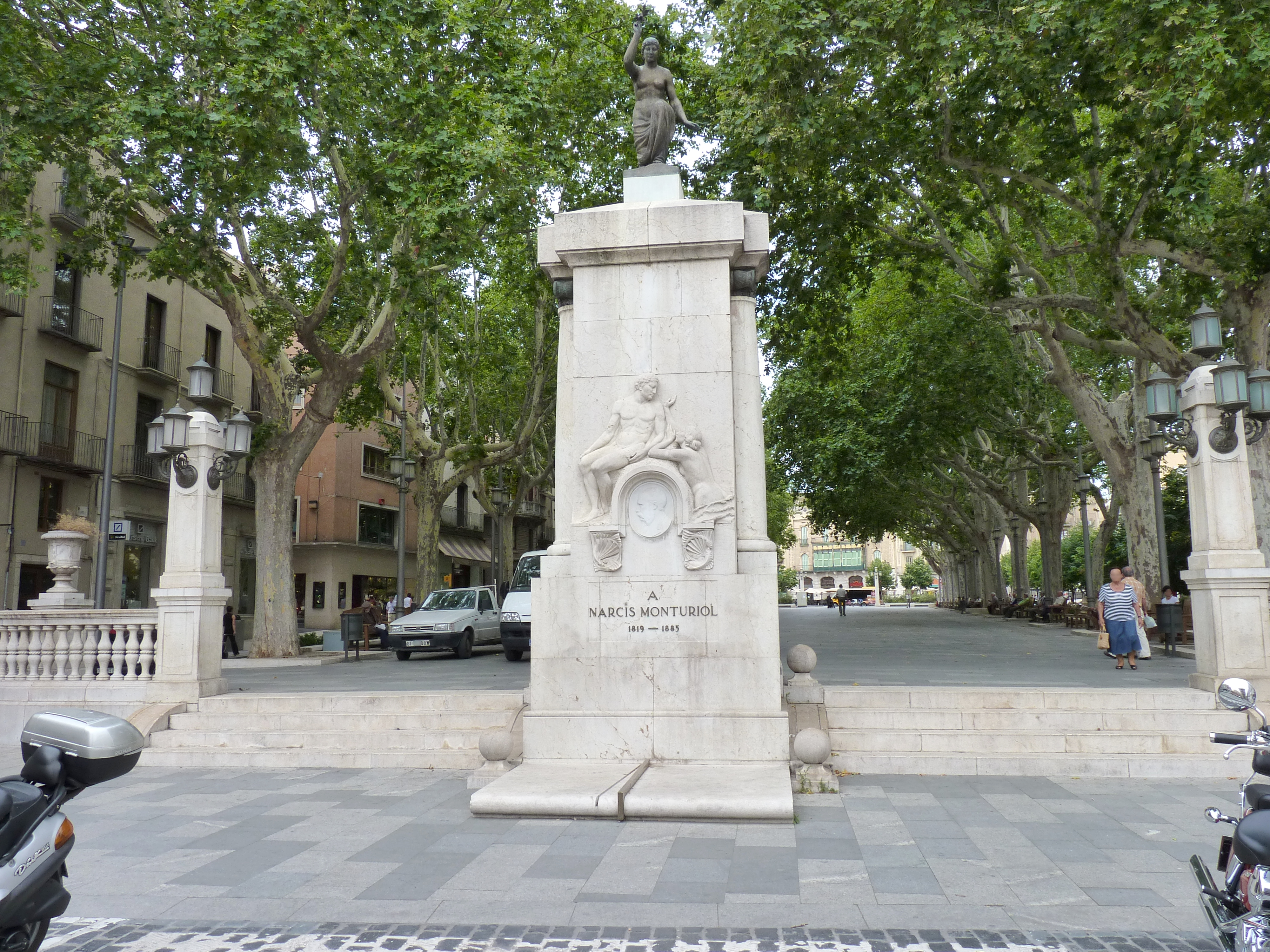
Monument a Narcís Monturiol

Monument en pedra calcària, blanca. Pedestal amb alt relleu, clàssic, home i dona que emmarquen el retrat de Narcís Monturiol. Estàtua femenina en bronze, amb el genoll esquerre en terra, té fulles d'olivera a la mà. Inaugurat el 2 de maig de 1918. Fa conjunt urbanístic amb tota la Rambla, que en aquells moments acabava d'ésser renovada, amb jardins i més llarga del que era. Abans s'havia dit de situar-lo a la Plaça de la Palmera.

## Edifici al número 11

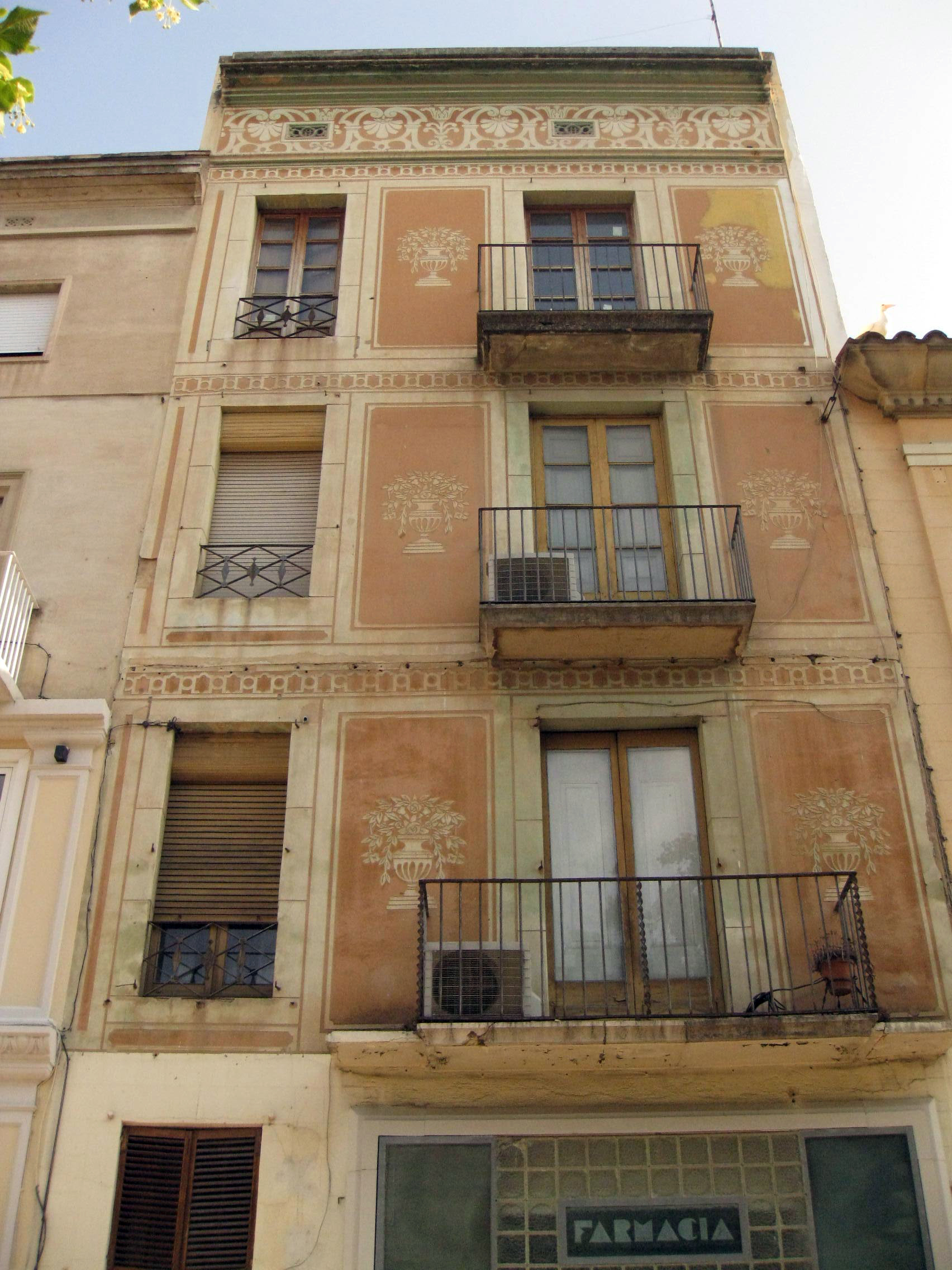
Edifici al número 11 de la Rambla

Edifici situat a la part alta de la Rambla, en ple centre de la ciutat. És una casa entre mitgeres de planta baixa tres pisos i altell, amb façana noucentista decorada amb esgrafiats (motius geomètrics i gerros amb temes florals. Trobem tres registres ordenats amb balcó i finestral cadascun d'ells, i separats per franja esgrafiada geometritzant. Està coronat per una franja també esgrafiada més ample, cornisa i terrassa. A la planta baixa, la porta d'accés i la farmàcia va ser dissenyada posteriorment per Pelayo Martínez.(1935).

## Número 23
L'edifici del número 23 de la Rambla de Figueres forma part l'Inventari del Patrimoni Arquitectònic de Catalunya. És un edifici entre mitgeres, situat al centre de la Rambla que sobta per la seva estretor, en comparació amb la resta de construccions properes. És una casa de planta baixa, dos pisos i golfes amb coberta terrassada. D'aquest edifici destaca l'esgrafiat de la façana imitant carreus ben disposats. La planta baixa conserva les obertures originals, amb una porta d'accés estreta amb una finestra en arc de mig punt a sobre. Al costat d'aquesta, una gran porta d'accés en arc rebaixat, que actualment és l'entrada a u local comercial. Els pisos superiors tenen la mateixa ordenació, amb una obertura amb balcó i una finestra de dimensions més reduïdes. De la coberta podem veure la barana, amb balustrada.

## Número 28

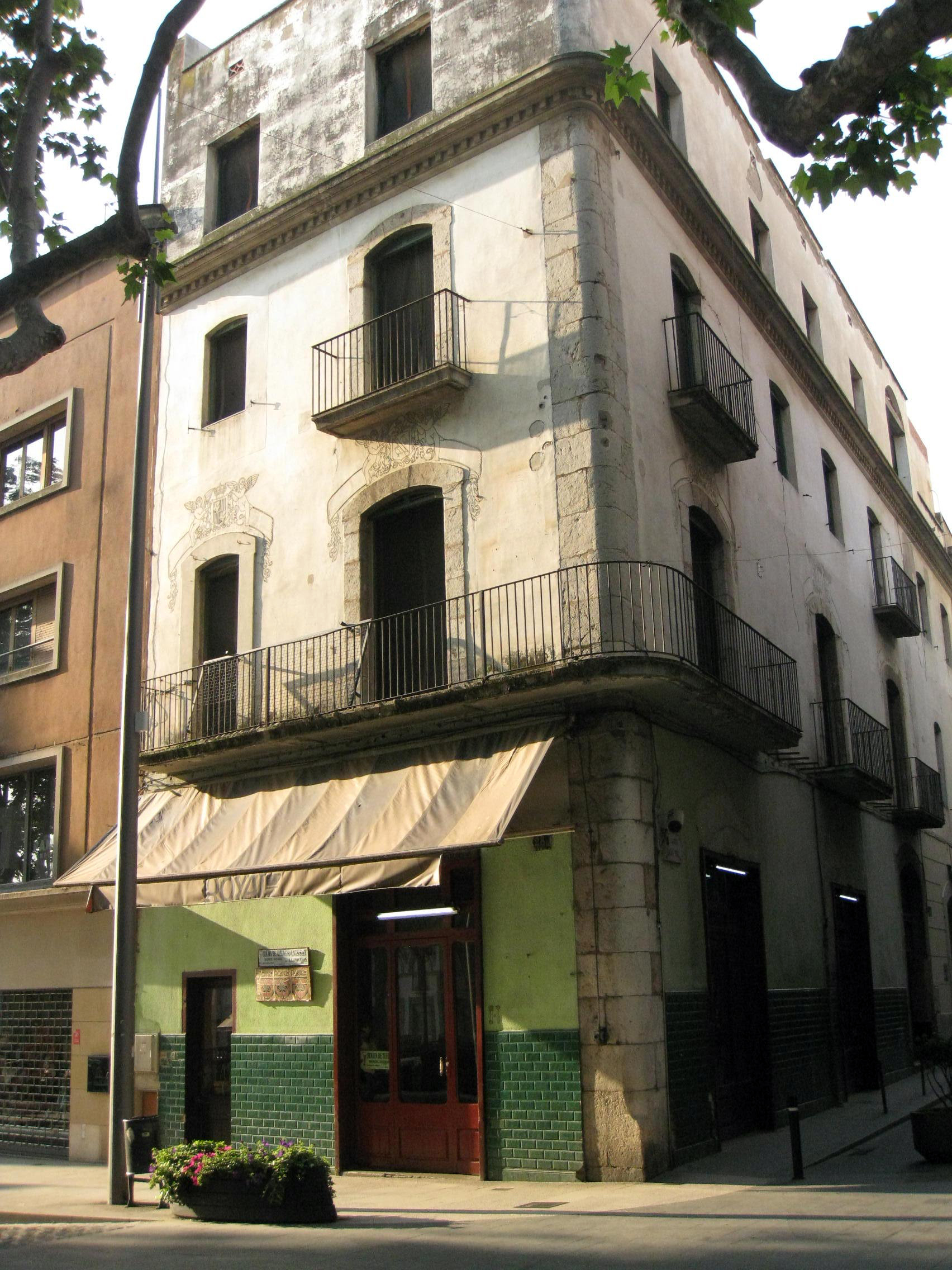
Número 28 de la Rambla de Figueres.

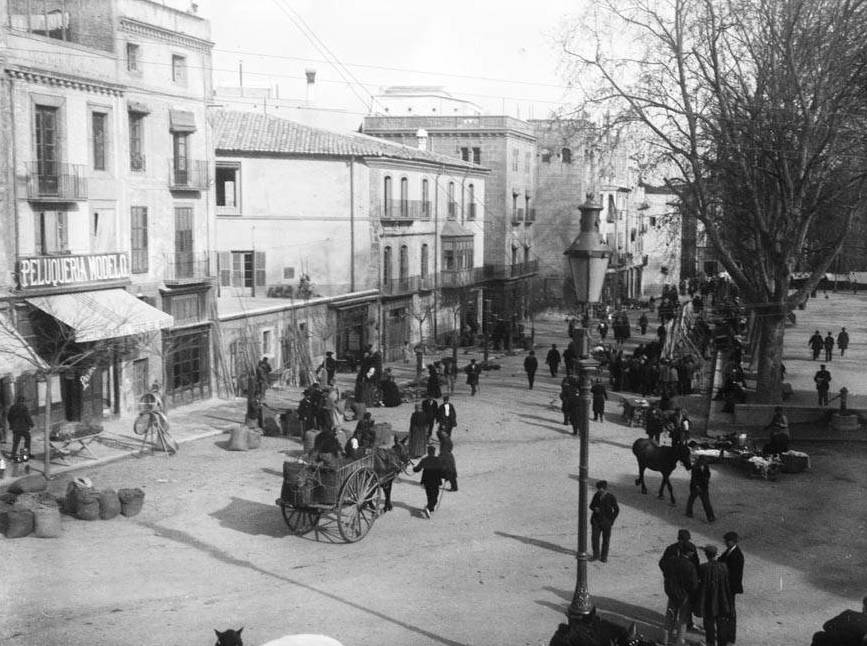
La Rambla, entre 1900 i 1910

Edifici cantoner situat al centre de la ciutat. És un edifici de planta baixa i dos pisos, amb un tercer pis aixecat posteriorment. Aquest edifici té la cantonada decorada amb carreus ben escairats i ordenats, a diferència de la resta de la façana que està arrebossada. La planta baixa té un encoixinat de ceràmica verda, que arriba fins a una alçada d'un metre i vint centímetres. Les obertures dels pisos superiors són en arc rebaixat, i no tenen decoració, exceptuant el primer pis, on les obertures també són rebaixades i carreuades, i a sobre de cadascuna d'elles hi ha un esgrafiat a on hi apareixen dos àngels sostenint un escut que varia a cada obertura. En aquest primer pis també cal esmentar la balconada correguda que dona als dos carrers.